# Монантёй
Монантёй (фр. Monampteuil) — коммуна во Франции, находится в регионе О-де-Франс. Департамент коммуны — Эна. Входит в состав кантона Фер-ан-Тарденуа. Округ коммуны — Суасон.
Код INSEE коммуны — 02490.

## Население
Население коммуны на 2014 год составляло 132 человека.
| 1962 | 1968 | 1975 | 1982 | 1990 | 1999 | 2010 | 2014 |
| ---- | ---- | ---- | ---- | ---- | ---- | ---- | ---- |
| 134  | 113  | 126  | 113  | 123  | 154  | 137  | 132  |

## Экономика
В 2010 году среди 92 человек трудоспособного возраста (15—64 лет) 66 были экономически активными 26 — неактивными (показатель активности — 71,7 %, в 1999 году было 70,8 %). Из 66 активных жителей работали 61 человек (34 мужчины и 27 женщин), безработных было 5 (3 мужчин и 2 женщины). Среди 26 неактивных 9 человек были учениками или студентами, 10 — пенсионерами, 7 были неактивными по другим причинам.